# Championnat d'Afrique masculin de basket-ball 2003
Navigation
Maroc 2001 Algérie 2005
Le championnat d'Afrique de basket-ball 2003 est la vingt-deuxième édition du championnat d'Afrique des nations. Elle s'est déroulée du 7 au 19 août 2003 à Alexandrie en Égypte. L'Angola remporte son septième titre et se qualifie pour les Jeux olympiques d'Athènes.

## Classement final
| Position | Équipe         | Bilan |
| -------- | -------------- | ----- |
| 1        | Angola         | 6v-0d |
| 2        | Nigeria        | 4v-2d |
| 3        | Égypte         | 5v-1d |
| 4        | Centrafrique   | 3v-4d |
| 5        | Sénégal        | 4v-2d |
| 6        | Tunisie        | 2v-3d |
| 7        | Afrique du Sud | 1v-4d |
| 8        | Algérie        | 2v-4d |
| 9        | Maroc          | 2v-4d |
| 10       | Côte d'Ivoire  | 1v-4d |
| 11       | Mozambique     | 1v-4d |
| 12       | Madagascar     | 1v-4d |